# Рийпинен, Хилья
Хилья Элизабет Рийпинен (фин. Hilja Elisabet Riipinen; 30 октября 1883, Оулуйоки — 18 января 1966, Лапуа) — финская преподавательница, литератор-публицист, переводчица и политический деятель, депутат парламента Финляндии. Консервативная националистка и антикоммунистка, активная сторонница белых в финляндской гражданской войне. Принадлежала к основателям Лапуаского движения, была видным деятелем Патриотического народного движения. Являлась также активной феминисткой.

## Происхождение, образование, преподавание
Родилась в семье полицейского стражника Кристиана Миклина, была старшей из восьми детей. Семья отличалась глубокой лютеранской религиозностью, с детства Хилья принадлежала к евангельской общине Herännäisyys — Просветление. Воспитывалась в духе финского патриотизма, хотя Кристиан Миклин был лоялен властям Российской империи. Хилья рано выучила русский язык, знакомилась с русской культурой и литературой. В зрелости перевела на финский язык Записки охотника И. С. Тургенева.
В 1902 году Хилья Миклин получила аттестат зрелости и занялась филологическими и литературными исследованиями в Гельсингфорсском университете. Учёба Хильи финансировалась за счёт банковского кредита. Девушка была признана одарённой, сама мечтала о преподавании.
С 1906 года преподавала русский и немецкий языки в общеобразовательной школе Лапуа. В 1910 получила степень магистра. С 1912 года стала директором школы. Там же Хилья познакомилась с учителем Хейкки Рийпиненом, за которого вышла замуж. (Хейкки Рийпинен — известный спортсмен-гимнаст, бронзовый призёр Олимпийских игр 1908 года.)

## Политическая деятельность

### Фанатичная антикоммунистка
В 1918 году, во время гражданской войны в Финляндии, Хилья Рийпинен, как лютеранка и патриотка, примкнула к белым. В доме супругов Рийпинен был расположен госпиталь. При этом Хилья была против того, чтобы женщины брали в руки оружие (хотя и с красной, и с белой стороны женщины отличались особым ожесточением.)
На войне Хилья Рийпинен прониклась активным антикоммунизмом. В течение многих лет она напоминала о «кровавой марксистской революции» и призывала не допустить её повторения. Активно выступала против всех левых сил, в том числе социал-демократов. Жёстко критиковала марксизм как «бездуховное учение, разлагающее общество», противопоставляла ему традиционные принципы национального патриотизма и лютеранского христианства. Историк и политолог Каарле Суломаа отмечает, что в левых кругах Хилью Рийпонен считали опасным противником, называли «амазонкой с белыми кулаками».

Рийпинен была самым фанатичным политиком, какого я когда-либо встречал. И поскольку этот политик — женщина, у этого фанатизма нет границ.

Карл-Август Фагерхольм

В 1919 году Хилья Рийпинен вступила в крайне правую женскую организацию Лотта Свярд, с 1920 возглавляла одну из местных организаций, с 1923 стала членом общенационального руководства и редактором газеты. При этом она постоянно занимала независимую позицию, неоднократно критиковала лидера организации Фанни Луукконен. Из-за этого конфликта Рийпинен была отстранена от руководящих должностей в 1936 году.
В ноябре 1929 Хилья Рийпинен выступила одним из основателей правопопулистского антикоммунистического Лапуаского движения (именно она настояла на его организационном учреждении). Движение, объединившее многих финских крестьян, стало авангардом крайне правых сил Финляндии. Рийпинен была его активным организатором и пропагандистом, ближайшим соратником Вихтори Косолы.

### Крайне правый депутат
На выборах 1930 года Хилья Рийпинен была избрана в парламент по списку консервативной Национальной коалиции. Она представляла в партии праворадикальное крыло, ориентированное на сближение с Лапуаским движением. Это приводило к конфликтам Рийпинен с более умеренными консерваторами. Историк Лапуаского движения Эркки Лехтинен цитирует высказывание крайне правого активиста, относящееся к Рийпинен: «В парламенте лишь один мужчина, и тот — женщина». В 1933 Хилья Рийпинен перешла из консервативной фракции в парламентскую группу правонационалистического Патриотического народного движения. Оставалась депутатом до 1939 года.
В политической позиции Рийпинен ощущалось влияние европейских ультраправых движений — итальянского фашизма, испанского фалангизма и франкизма и даже германского национал-социализма. Она занимала жёсткую антисоветскую позицию, добивалась преследований коммунистов и просоветски настроенных лиц. Выступала за тесные связи с латвийским правительством Улманиса, в Эстонии поддерживала крайне правое ветеранское движение. Требовала активной помощи Франко в испанской гражданской войне.
Во время Зимней войны Рийпинен занимала активную национальную позицию, восстановилась в «Лотта Свярд», организовывала помощь раненым бойцам финской армии. Аналогичную деятельность она вела в период финляндского участия во Второй мировой войне.
Возглавляемая Рийпинен школа в Лапуа являлась идеологическим очагом ультраправых. Крайне правый традиционализм Хильи Рийпонен иногда рассматривается как один из идейных источников современной партии Истинные финны.

### Феминистка и традиционалистка
Другим политическим акцентом Хильи Рийпинен являлась борьба за равноправие женщин. Она активно выступала за женские образовательные программы, государственное содействие в трудоустройстве, предлагала разрешить рукоположение женщин в лютеранские пасторы. Возглавляла в партии женскую секцию.
Как политик Хилья Рийпинен придерживалась традиционно-патриархальных идей. Активно участвовала в движении за трезвость, поддерживала введённый Маннергеймом сухой закон и настаивала на жёстких карах за его нарушение. Требовала самых жестоких наказаний, вплоть до кастрации, за сексуальные преступления, особенно в отношении несовершеннолетних.
В парламенте Рийпинен приобрела репутацию «enfant terrible». В 1934 она на неделю отстранялась от заседаний за оскорбление спикера. В 1937 публично отказалась праздновать 20-летие независимости Финляндии, поскольку в правительстве страны участвовали социал-демократы.
Всего Хилья Рийпинен внесла в парламент десять законопроектов, шесть из которых касались образовательной системы.

## После политики
В 1939 году Рийпинен не была избрана в парламент и вновь сосредоточилась на «настоящей работе» (по её словам) в школе. Занималась также литературой и публицистикой. Опубликовала одиннадцать работ по проблемам женского движения, педагогики, антикоммунизма, истории гражданской войны и «Лотта Свярд».
После 1944 года политическая обстановка в Финляндии резко изменилась, однако Хилья Рийпонен не подверглась преследованиям. Её заслуги в области образования и женского движения пользовались официальным признанием. В июне 1953 года она получила почетное звание от президента Паасикиви.
В 1950—1960-х годах Хилья Рийпонен не вела активной политической деятельности, но время от времени выступала с политическими заявлениями. Резко критиковала президента Кекконена за уступки коммунизму и сближение с СССР.
Муж и дочь Хильи Рийпинен ушли из жизни раньше, чем она (в 1957 и 1964 гг., соответственно). Хилья Рийпинен скончалась в своём лапуаском доме в возрасте 82 лет. Похоронена вместе с мужем.

## Оценки и личность
Хилья Рийпинен считается одной из самых ярких и противоречивых фигур финляндской политической истории. Её биография подробно изложена в книге Каарле Суломаа Hilja Riipinen — Lapuan lotta (Хилья Рийпинен — лапуаская лотта). Характерной чертой Рийпинен всегда был нонконформизм, упорное отстаивание своей позиции в противоречии даже с большинством единомышленников.
Жёсткость её характера вошла в поговорку и отразилась в прозвище Hurja Hilja — Свирепая Хилья. Стиль политических выступлений Рийпинен напоминал религиозные проповеди, в связи с чем в политических кругах, особенно в Патриотическом народном движении её называли Ylipapittareksi — Верховная жрица.
В характере Хильи Рийпинен отмечалось парадоксальное сочетание энергичной активности, перфекционизма, понимания жизни как постоянной борьбы — c интравертностью, сильным чувством одиночества и даже суицидальными наклонностями. Парадоксально выглядели также её искренне пацифистские взгляды на фоне жёсткого радикализма.
Главными увлечениями Хильи Рийпинен всю жизнь оставались литература и театр.